# CSOA Forte Prenestino

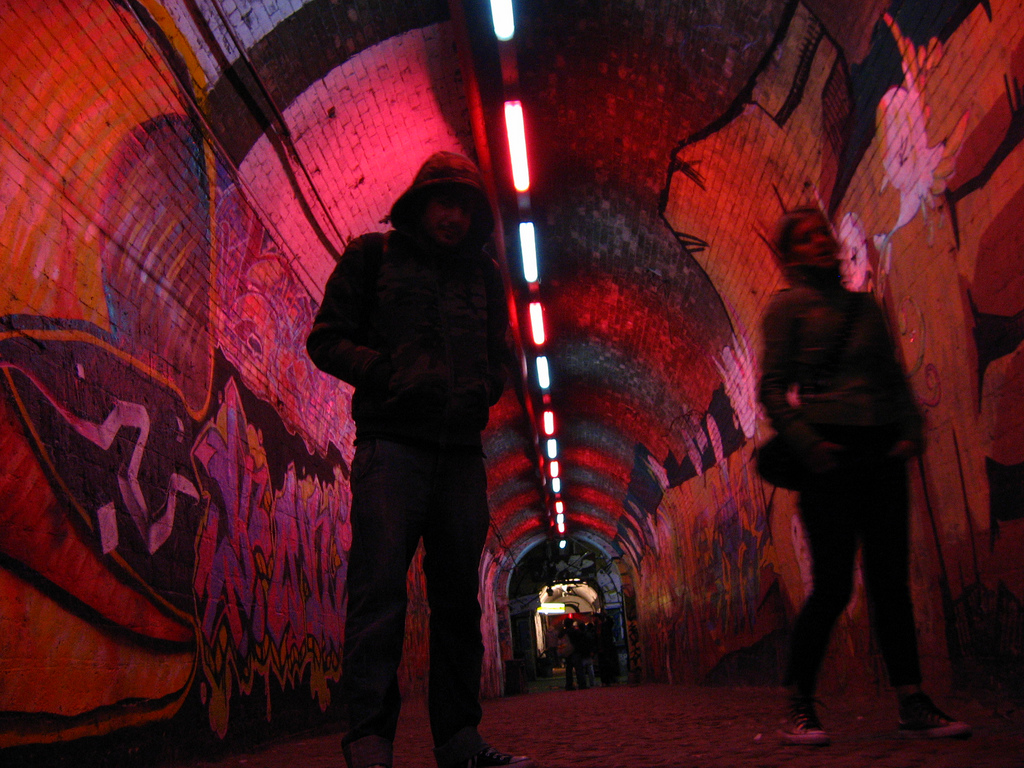
L'androne del Centro Sociale Forte Prenestino a Roma, Prenestino-Centocelle

Il CSOA Forte Prenestino è un centro sociale autogestito di Roma. Ha sede, dal 1º maggio 1986, nell'ottocentesco Forte Prenestina, nel quartiere Prenestino-Centocelle.
Nel 2017 ha festeggiato i trent'anni di attività, sia politica che sociale, divenendo uno dei centri sociali più antichi di Roma. L'entrata nel centro sociale avviene attraverso un ponte levatoio che rimane fisso durante tutto l'anno. Le peculiarità dell'edificio è la presenza di numerose camere e tunnel sotterranei in cui vengono organizzate mostre e attività. Tra i due edifici, che formano il centro sociale vero e proprio, sono presenti due grandi piazzali nei quali, durante l'estate, sono costruiti palchi e in cui si svolgono eventi.

## Storia

### Il campo trincerato di Roma
La città di Roma è circondata da 15 ex forti militari, all'epoca della loro costruzione in aperta campagna, ed inclusi nel tessuto urbano, costruiti nella seconda metà dell'Ottocento per creare un sistema difensivo (chiamato campo trincerato di Roma) ed una cintura protettiva alla nuova capitale del Regno. Le strutture furono quasi subito sottoutilizzate e poi definitivamente abbandonate.
Nel dicembre del 1976 il sindaco di Roma Giulio Carlo Argan chiede al Ministero delle finanze la cessione delle aree degli ex forti militari per adibirli a verde pubblico e a servizi di quartiere.
Il 28 aprile 1977, dopo lunghe trattative, viene effettuata la consegna al Comune di Roma del Forte Prenestina di proprietà del demanio dello Stato, il quale, con atto del 13 agosto 1987, citerà poi il Comune per il pagamento delle indennità di occupazione e si instaurerà così un contenzioso giudiziario tra l'amministrazione finanziaria dello Stato e il Comune di Roma, inadempiente nei suoi confronti.
Destinato nel Piano Regolatore Generale del 1962 a "zona N" (verde pubblico) nel piano regolatore successivo viene riconfermato a "verde pubblico e servizi pubblici di livello locale".

### L'occupazione
Il 1º maggio del 1986, in occasione della Festa del non lavoro, organizzata già da alcuni anni (dal 1983) negli spazi del parco pubblico attiguo al forte, alcuni giovani del quartiere Prenestino-Centocelle occupano il Forte Prenestina. Questo, una struttura di circa 13 ettari, composta da molti ambienti e di grandi spazi verdi, all'inizio dell'occupazione si presentava come una vera e propria discarica abusiva poiché per molti decenni era rimasto inutilizzato e abbandonato al degrado nonostante la sua collocazione in un quartiere ad alta densità abitativa. Furono l'associazione culturale Adesso Basta e il giornale/fanzine/manifesto Vuoto a Perdere a promuovere fin dal 1983 la Festa del Non Lavoro nel parco antistante Forte Prenestina. Nel 1986 la Festa del Non Lavoro culminò nell'occupazione del Forte stesso. All'occupazione parteciparono anche alcune associazioni e gruppi musicali (ACAB, Urban Destroy le band Fuori dal Ghetto e Banda Bassotti).
Grazie al lavoro di adattamento degli spazi svolto dagli occupanti, questa struttura è diventata socialmente vivibile; l'occupazione lo ha reso di fatto l'unico dei Forti di Roma che sia stato rifunzionalizzato e reso fruibile alla cittadinanza.

## Attività ricreative e commerciali
L'autofinanziamento è l'unica forma economica che ha sostenuto e sostiene sia il restauro del forte sia la realizzazione dei progetti culturali e politici. Nel corso degli anni di occupazione sono nate molte strutture stabili, finalizzate alla realizzazione di attività quali: l'infoshop, AvANa BBS, la sala cinema, la sala teatro e la sala saltimbanchi, il laboratorio di serigrafia e disegno, il laboratorio di scultura e falegnameria, la palestra, lo studio di registrazione H.C. Musica Forte, l'etichetta discografica FRT recordz, la sala prove musicale, il laboratorio di grafica, il laboratorio di cosmesi naturale, il laboratorio di fotografia, il tattoo studio, lo spaccio autogestito SPA, la sala da the inTHErferenze, wine&thea room, la cucina e il pub 12 de tutto.

## Eventi
Nel corso degli anni, il centro sociale Forte Prenestino ha ospitato diverse iniziative, di cui alcune a carattere periodico:
Festa del Non Lavorodal 1986, in occasione della Festa del lavoro istituzionale (1º maggio), il forte Prenestino organizza un Primo maggio occupato ed autogestito: una giornata di festa fino a tarda serata con concerti, video, proiezioni e mostre.
Crack! Fumetti dirompentifestival internazionale di arte disegnata e stampata. Si tiene a giugno, dal 2005.
RAS, Reali Autentici Soundincontro nazionale autogestito di reggae sound system. Il Forte Prenestino ha ospitato le edizioni del 1995, 1996, 1997 e 2000.
Mercati Terra/terramercatini a vendita diretta di prodotti agricoli (ortaggi, frutta, vino ecc.) direttamente dai produttori.
Festa della semina/Festa del raccolto.
Hackmeeting 2000Il Forte Prenestino ha ospitato l'edizione del 2000 dell'Hackmeeting.
Odio il carcere.
OcchiRossiFestival Indipendente di Fotografia (dal 2009).
Electrode - IndependentElectronicMusicFestival.
Partizan Fucina antiautoritariaFestival antifascista e antiautoritario (dal 2010).
Jazz in ForteFestival di musica jazz (dal 2010).
Nasce al Forte Prenestino, nel 1993, grazie ad Assalti Frontali, AK47, One Love Hi Pawa e Musica Forte la Cordata per l'autoproduzione, una esperienza che aveva lo scopo di costruire un circuito di autoproduzione e autodistribuzione musicale alternativo ai canali ufficiali e legato a centri sociali e realtà di movimento.